# Pacific Centre
Le Pacific Centre est un centre commercial canadien situé à Vancouver, en Colombie-Britannique. Ouvert en 1971, il est la propriété conjointe de Cadillac Fairview et de la Ontario Pension Board and the Workplace Safety and Insurance Board. Cadillac Fairview en est le gestionnaire. Le centre a une superficie de 720 000 pieds carées. Il est le septième centre commercial le plus important au Canada en termes d'achalandage avec 22,1 millions de visiteurs en 2018.
Le centre commercial a jadis abrité un magasin Sears qui fut fermé à l'automne 2012. Il fut remplacé par Nordstrom inauguré le 18 septembre 2015,. Le centre est voisin d'un magasin-phare La Baie d'Hudson qui ne fait pas partie du Pacific Centre à proprement dit mais est accessible par un passage souterrain.
Pacific Centre se retrouve dans les Nouvelles en 2012 à propos de l'un de ses agents de sécurité ayant frappé un homme, le renversant de son fauteuil roulant tout en lançant à ce dernier des profanités. L'agent de sécurité reçoit une amende de 230$, se fait suspendre sa licence de sécurité pour deux mois et se voit imposer une condition de re-certification pour pouvoir pratiquer à nouveau.
En 2020, Cadillac Fairview annonce la démolition d'une entrée mythique du Pacific Centre en forme de dôme située au coin des rues  West Georgia et Howe Street afin d'y construire un pavillon de deux étages abritant, entre autres, un magasin-phare de Apple.

## Magasins
Les magasins de grande surface comprennent Holt Renfrew, H&M, Apple Store, London Drugs et Nordstrom. Les chaînes de restauration incluent A&W et Dairy Queen.